# Stefan Reuter
Stefan Reuter (* 16. říjen 1966 Dinkelsbühl) je bývalý německý fotbalista. Hrával na pozici obránce.
S německou reprezentací se stal mistrem světa na šampionátu v Itálii roku 1990, mistrem Evropy na evropském šampionátu 1996 a získal stříbrnou medaili na mistrovství Evropy roku 1992 Hrál i na mistrovství světa 1998 Celkem za národní tým odehrál 69 utkání a vstřelil 2 branky.
S Borussií Dortmund vyhrál v sezóně 1996/97 Ligu mistrů a následně i Interkontinentální pohár. Pětkrát se stal mistrem Německa, dvakrát s Bayernem Mnichov (1988/89, 1989/90), třikrát s Dortmundem (1994/95, 1995/96, 2001/02).
Díky své rychlosti si vysloužil přezdívku Turbo.